# Brent Struyf
Brent Struyf (Deurne, 21 juni 1995) is een Belgisch korfballer. Hij won meerdere prijzen met Boeckenberg. Ook speelde Struyf een aantal jaar in de Nederlandse competitie, de Korfbal League. Struyf is tevens een huidig speler van het Belgisch korfbalteam.

## Spelerscarrière

### Begin
Struyf begon met korfbal bij Boeckenberg. Hier doorliep hij de jeugdteams.
In seizoen 2012-2013 werd Struyf betrokken bij de hoofdselectie van de club. In dit seizoen bereikte Boeckenberg voor de 7e keer op rij de zaalfinale. In deze finale was Scaldis de tegenstander. Boeckenberg won met 18-12. Deze zaaltitel was de eerste grote prijs voor Struyf. Iets later, in de veldcompetitie, stond Boeckenberg ook in de veldfinale. In deze wedstrijd versloeg Boeckenberg Voorwaarts met 19-6. Zo pakte de ploeg 2 belangrijke titels in hetzelfde seizoen.
In seizoen 2013-2014 deed Boeckenberg iets bijzonders ; de ploeg stond in alle 3 finales van het jaar. De zaalfinale ging verloren tegen Scaldis, maar de veldfinale en Beker van België werden gewonnen.
In het seizoen erna, 2014-2015, stond Boeckenberg wederom in de zaalfinale. Dit maal was AKC de tegenstander, maar Boeckenberg was met 26-19 te sterk. Iets later, in de veldcompetitie stond Boeckenberg ook in de finale.  Scaldis werd met 18-15 verslagen, waardoor Boeckenberg dit jaar 2 titels pakte.
In seizoen 2015-2016 was Boeckenberg wederom niet te stoppen en stond het voor de tweede keer in alle 3 Belgische finales. Borgerhout werd in de zaalfinale verslagen met 24-19 en in de veldfinale werd ook afgerekend met Borgerhout. In de finale van de Beker van België was echter AKC te sterk. Boeckenberg verloor die eindstrijd met 16-10

### DVO
In 2016 maakte Struyf de stap naar het Nederlandse korfbal. Hij sloot zich aan bij het Bennekomse DVO.
Onder leiding van coach Gerald Aukes kreeg Struyf een basisplaats.
In zijn eerste seizoen, 2016-2017 had DVO het lastig. In de zaal werd de ploeg 7e en op het veld bleef de ploeg steken op de 4e plaats.
Middenin dit seizoen werd coach Aukes ook ontslagen en vervangen door Ben Crum.
In seizoen 2017-2018 moest DVO in de zaal vechten tegen degradatie. Uiteindelijk moest de ploeg play-downs spelen tegen Dalto en won deze serie. Hierdoor handhaafde DVO zich in de Korfbal League.
Na 2 seizoenen stopte Struyf bij DVO. Hij kwam in actie in 41 zaalduels en scoorde daarin 106 goals.

## Terug naar België

### Voorwaarts
In 2018 keerde Struyf terug naar de Belgische korfbalcompetitie en sloot zich aan bij Voorwaarts.
In dit seizoen stond Voorwaarts in geen enkele Belgische finale.

### Boeckenberg
Na 1 seizoen bij Voorwaarts keerde Struyf in 2019 terug bij Boeckenberg voor seizoen 2019-2020.
In dit seizoen deed Boeckenberg goede zaken in de competitie. Echter werd de competitie niet uitgespeeld vanwege COVID-19. Wel werd Boeckenberg uitgeroepen tot zaalkampioen van België.
In seizoen 2020-2021 werd ook geen competitie uitgespeeld. Ook werd er dit jaar geen Europacup gespeeld.
In seizoen 2021-2022 mocht er weer gekorfbald worden. Boeckenberg plaatste zich in de zaalcompetitie voor de play-offs, maar verloor hier van Floriant. Een finaleplaats in de veldcompetitie of Beker van België was niet weggelegd voor Boeckenberg.

## Erelijst
- Zaalkampioen van België, 4× (2013, 2015, 2016, 2020)
- Veldkampioen van België, 4× (2013, 2014, 2015, 2016)
- Beker van België, 1× (2014)

## Belgische Diamond
In 2014 werd Struyf geselecteerd voor Jong België. In 2015, op 20-jarige leeftijd werd hij toegevoegd aan het grote Belgisch korfbalteam, toen onder leiding van bondscoach Detlef Elewaut.
Zo speelde Struyf mee op de volgende internationale toernooien:
- WK 2015
- EK 2016
- World Games 2017
- EK 2018
- WK 2019
- EK 2021
- World Games 2022

Na de World Games van 2022 nam Struyf afscheid als Diamond. Hij heeft in totaal 42 wedstrijden gespeeld als international.